# هولدن مونارو
هولدن مونارو (Holden Monaro) خودرویی است که در سال‌های ۱۹۶۸ تا ۱۹۷۷/>۲۰۰۱–۲۰۰۵تولید شده‌است.

## نگارخانه

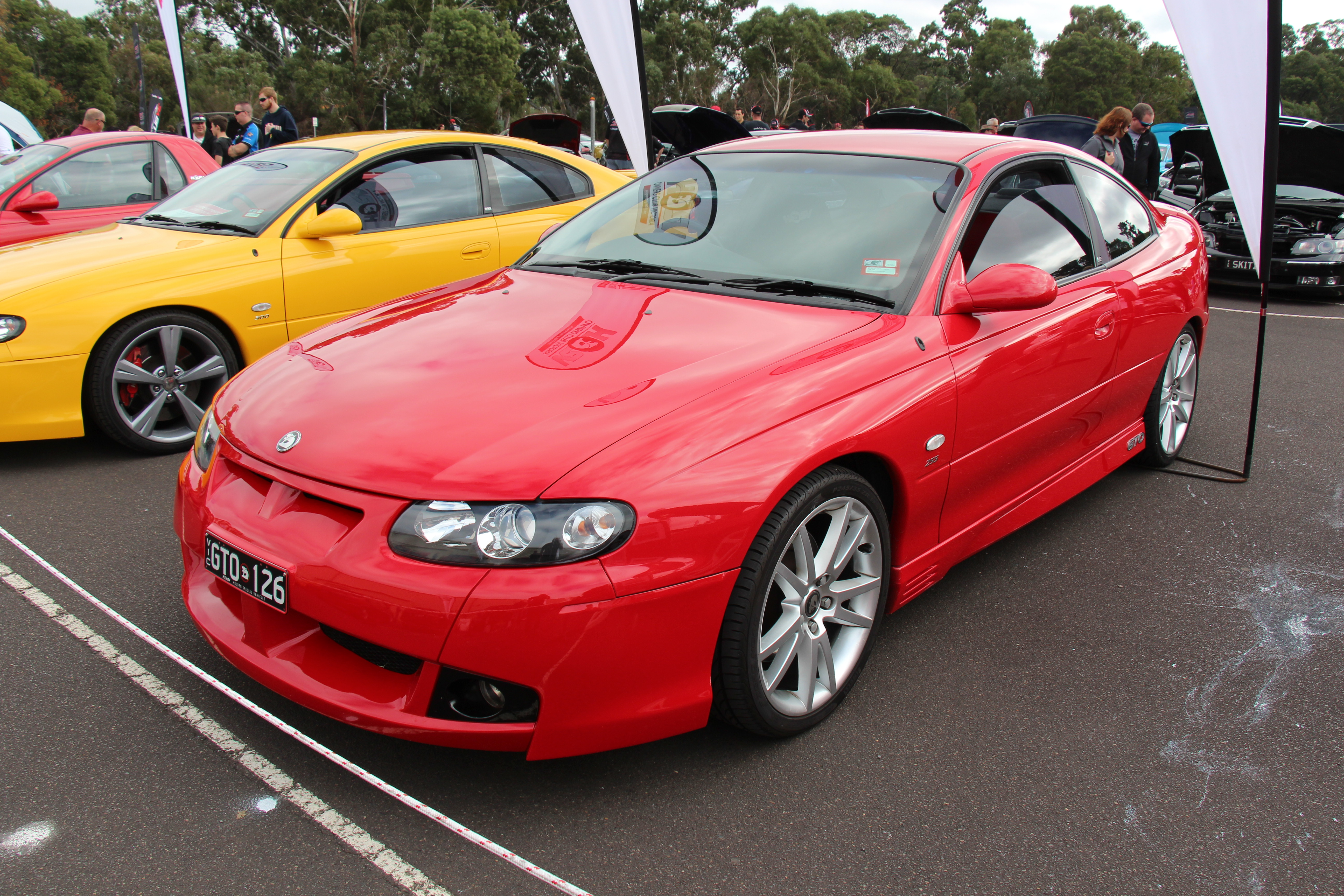
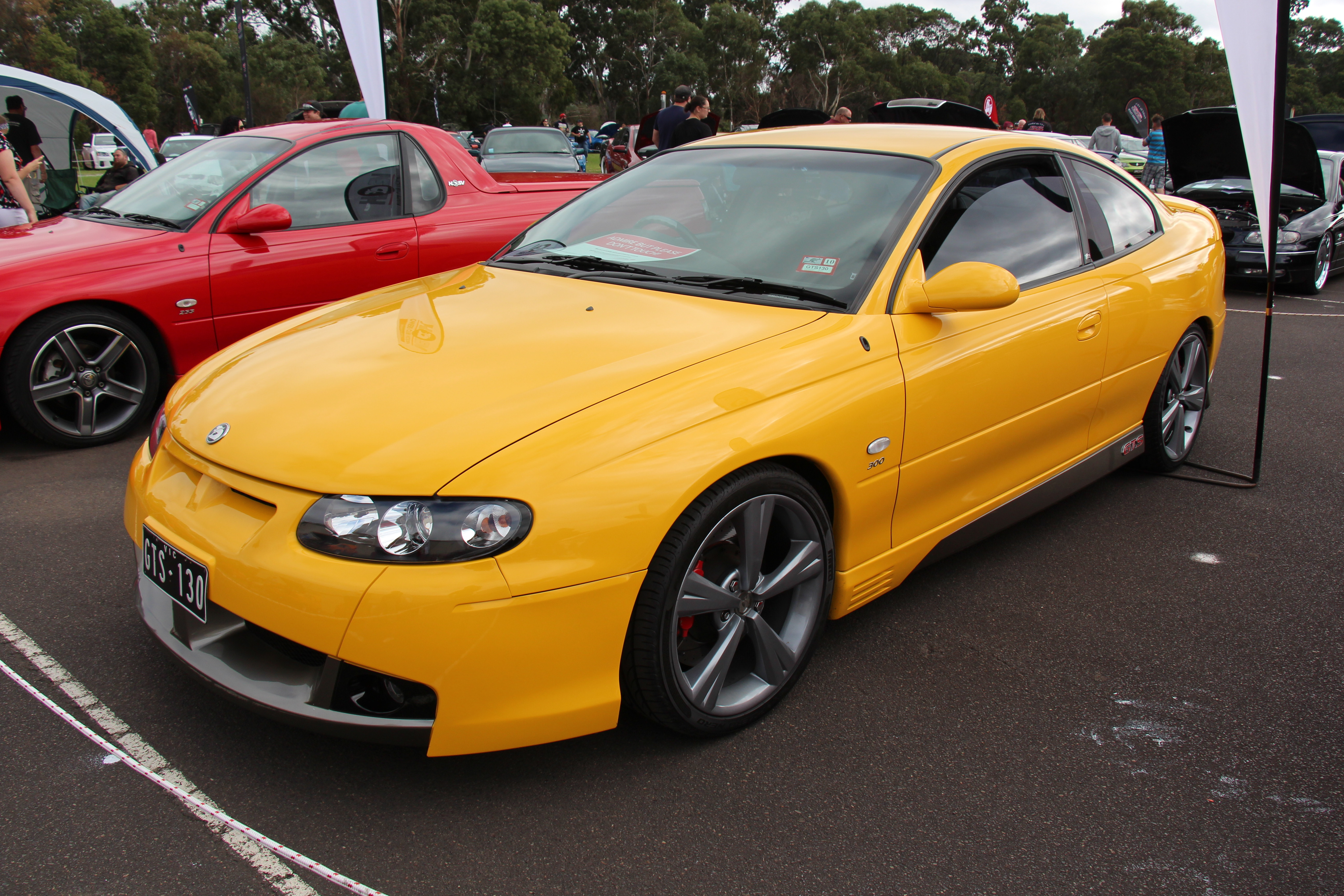
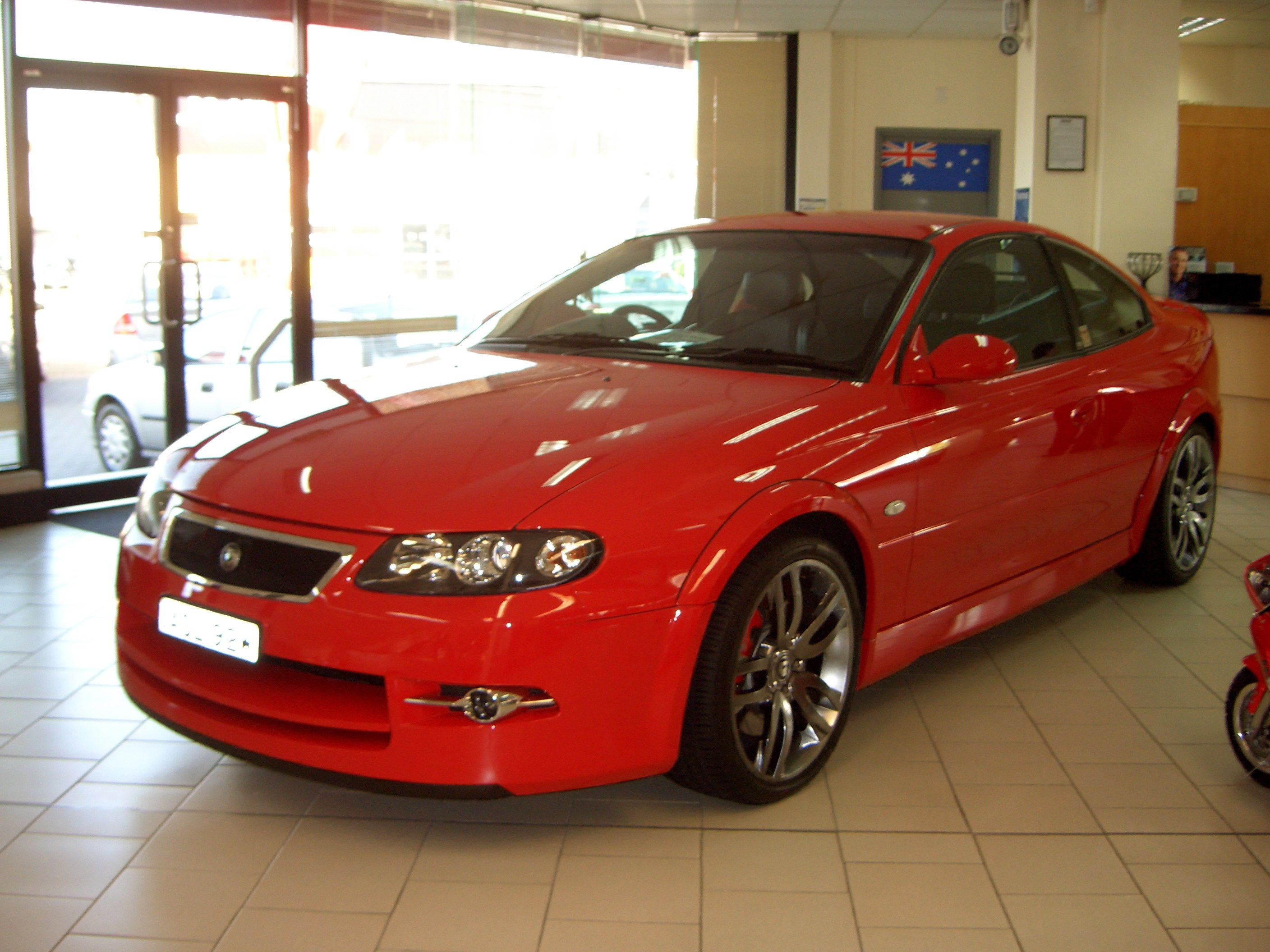
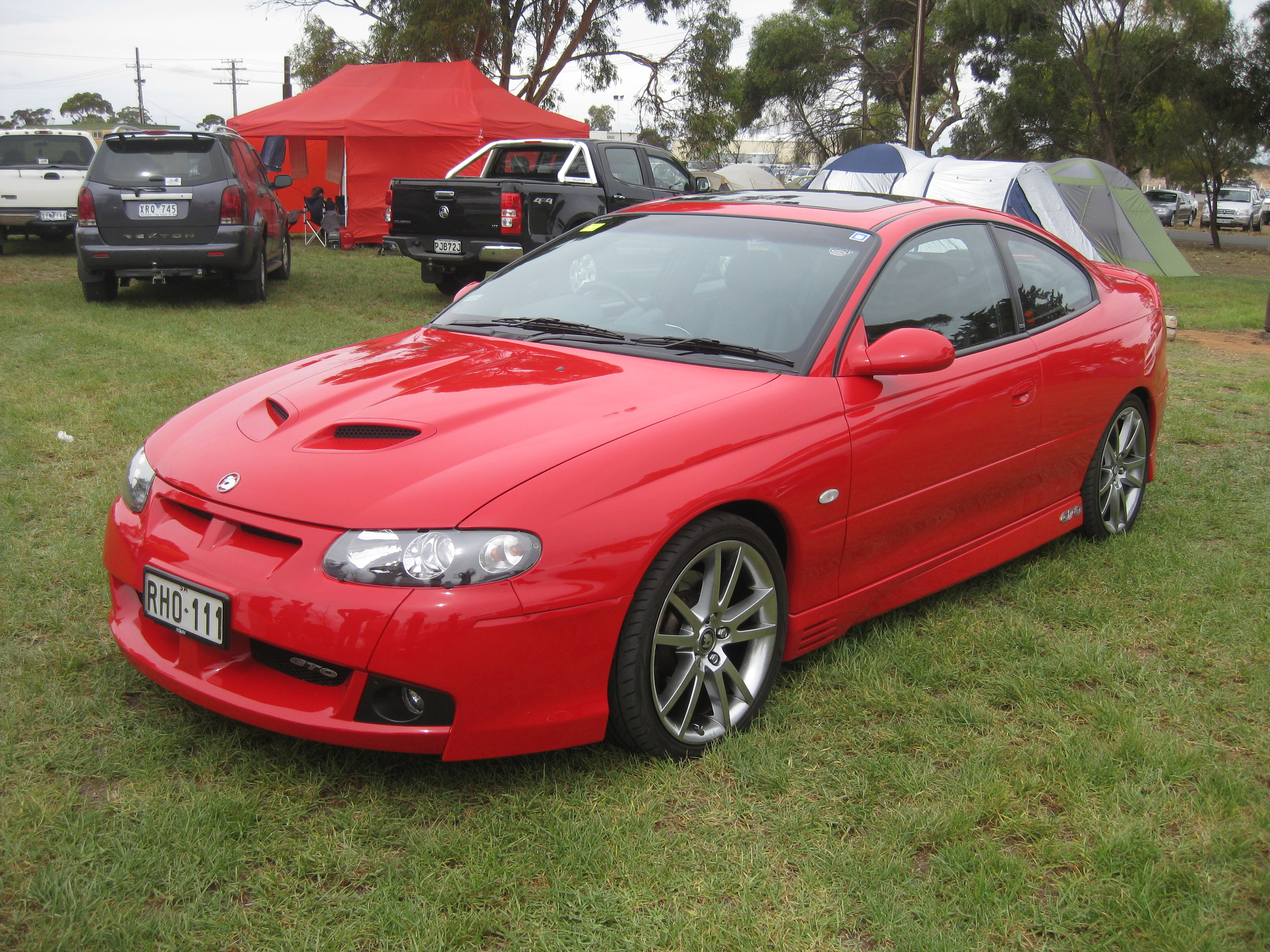